# ФК „Ипсуич Таун“
Ипсуич Таун е английски професионален футболен клуб, разположен в Ипсуич, Съфолк. За последно бяха в Английската Висша лига през сезон 2001/02. Но през сезон 2023/24 завършват на 2-ро място в Чемпиъншип, за да се завърнат във Висшата лига за първи път от 22 години.
Клубът е създаден през 1878, но става професионален клуб едва през 1936 и впоследствие бяха избрани да бъдат част от Футболната лига през 1938. Своите срещи тима провежда на Портман Роуд в Ипсуич. Клубът е единствения професионален отбор в Съфолк и от дълги години има жестока конкуренция с Норич Сити от Норфолк, с които са спорили 134 пъти в Източно Английското Дерби
От по-значимите успехи на отбора са една шампионска титла на Англия през сезон 1961 – 62, второ място в сезоните 1980 – 81 и 1981 – 82. Носители на ФА Къп са през 1977 – 78, а през 1980 – 81 спечелват и Купата на Уефа.

## Състав

### Настоящ състав
Към 29 януари 2025 г.

## Отличия
- Шампион на Английската първа дивизия / Английската висша лига – 1 път: 1961 – 1962

- ФА Къп – 1 път: 1978

- Купа на УЕФА / Лига Европа – 1 път: 1981

## Известни футболисти
- Дарън Бент
- Финиди Джордж
- Мат Холанд
- Киърън Дайър
- Ричард Райт
- Тери Бътчър
- Арнолд Мюрен
- Джон Уорк
- Пол Маринър
- Браян Талбот
- Джордж Бърнли
- Алън Бразил

## Български футболисти
- Бончо Генчев: 1992/95 - (61 мача - 6 гола)